# Додор Анатолій Прокопович
Анатолій Прокопович Додор (нар. 10 травня 1939, місто Новоросійськ, тепер Краснодарського краю, Російська Федерація — 7 жовтня 2011, місто Нижній Тагіл Свердловської області, Російська Федерація) — радянський державний діяч, новатор виробництва, токар Уралвагонзаводу Міністерства оборонної промисловості СРСР міста Нижній Тагіл Свердловської області. Член Центральної Ревізійної Комісії КПРС у 1971—1981 роках. Герой Соціалістичної Праці (26.04.1971).

## Життєпис
Освіта незакінчена середня.
У 1955—1959 роках — токар першого механоскладального цеху Уралвагонзаводу імені Дзержинського міста Нижній Тагіл Свердловської області.
У 1959—1962 роках — служба в Радянській армії.
У вересні 1962 — 2001 року — токар першого механоскладального цеху, майстер цеху товарів народного споживання Уралвагонзаводу імені Дзержинського міста Нижній Тагіл Свердловської області.
Був занесений в Свердловську обласну книгу «Трудової слави», одним з перших в цеху удостоєний звання «Ударник комуністичної праці», нагороджений знаком Міністерства та ЦК профспілки «Відмінник соціалістичного змагання».
Член КПРС з 1966 року.
Указом Президії Верховної Ради СРСР від 26 квітня 1971 року за видатні досягнення у виконанні завдань п'ятирічного плану і організацію виробництва нової техніки Додору Анатолію Прокоповичу присвоєно звання Героя Соціалістичної Праці з врученням ордена Леніна і золотої медалі «Серп і Молот».
З 2001 року — на пенсії в місті Нижній Тагіл. Був головою ради ветеранів Уралвагонзаводу. Автор книги «Моя робітнича честь». 
Трагічно загинув (збитий автомобілем) 7 жовтня 2011 року. Похований в Нижньому Тагілі на кладовищі Піхтовиє гори.

## Нагороди і звання
- Герой Соціалістичної Праці (26.04.1971)
- орден Леніна (26.04.1971)
- орден Жовтневої Революції (29.03.1976)
- медаль «За трудову відзнаку» (29.08.1969)
- медалі
- «Заслужений машинобудівник Російської Федерації»
- «Заслужений уралвагонзаводець» (1976)
- Почесний громадянин міста Нижній Тагіл (16.09.1980)